# Ales Adamovitj
Ales Adamovitj (belarusiska: Алесь Адамовіч, ryska: Алесь Адамович), född 3 september 1927, Kopylski rajon, Minsks voblast, död 26 januari 1994 i Moskva, var en sovjetisk-belarusisk författare och kritiker.
Ales Adamovitj var professor och medlem av Vetenskapsakademien i vitryska SSR, filosofie doktor i filologi, och ledamot av Högsta sovjet 1989–1992.  År 1988 deltog han, tillsammans med bland andra Andrej Sacharov, i grundandet av människorättsorganisationen Memorial. Adamovitj var högt respekterad för sitt civilkurage och kompromisslösa ärlighet.
Adamovitj skrev på ryska och belarusiska. Han är mest känd för böckerna Хатынская повесть (Khatynberättelse) och Блокадная книга (Blockadboken). Den senare handlar om livet i Leningrad under tyskarnas belägring av staden under andra världskriget och har den svenska titeln Leningrad - belägrad stad. Adamovitj skrev boken tillsammans med Daniil Granin och den är det enda ur hans författarskap som hittills översatts till svenska. Tillsammans med filmregissören Elim Klimov skrev han manuset till den internationellt uppmärksammade filmen Gå och se (ryska: Иди и смотри, 1985).

## Utmärkelser
Asteroiden 6537 Adamovich är uppkallad efter honom.